# Seimul Poloniei
Seimul Poloniei (în poloneză Sejm Rzeczypospolitej Polskiej, "Seimul Republicii Poloneze") este din secolul XV cea mai înaltă instituție a puterii legislative din Polonia. Actualmente formează camera inferioară a parlamentului polonez. Seimul este compus din 460 de deputați, aleși prin vot universal. Legislaturile Seimului durează patru ani.
Clădirea Seimului se află în Varșovia, între străzile Wiejska, Górnośląska și Maszyńskiego.